# New General Catalogue

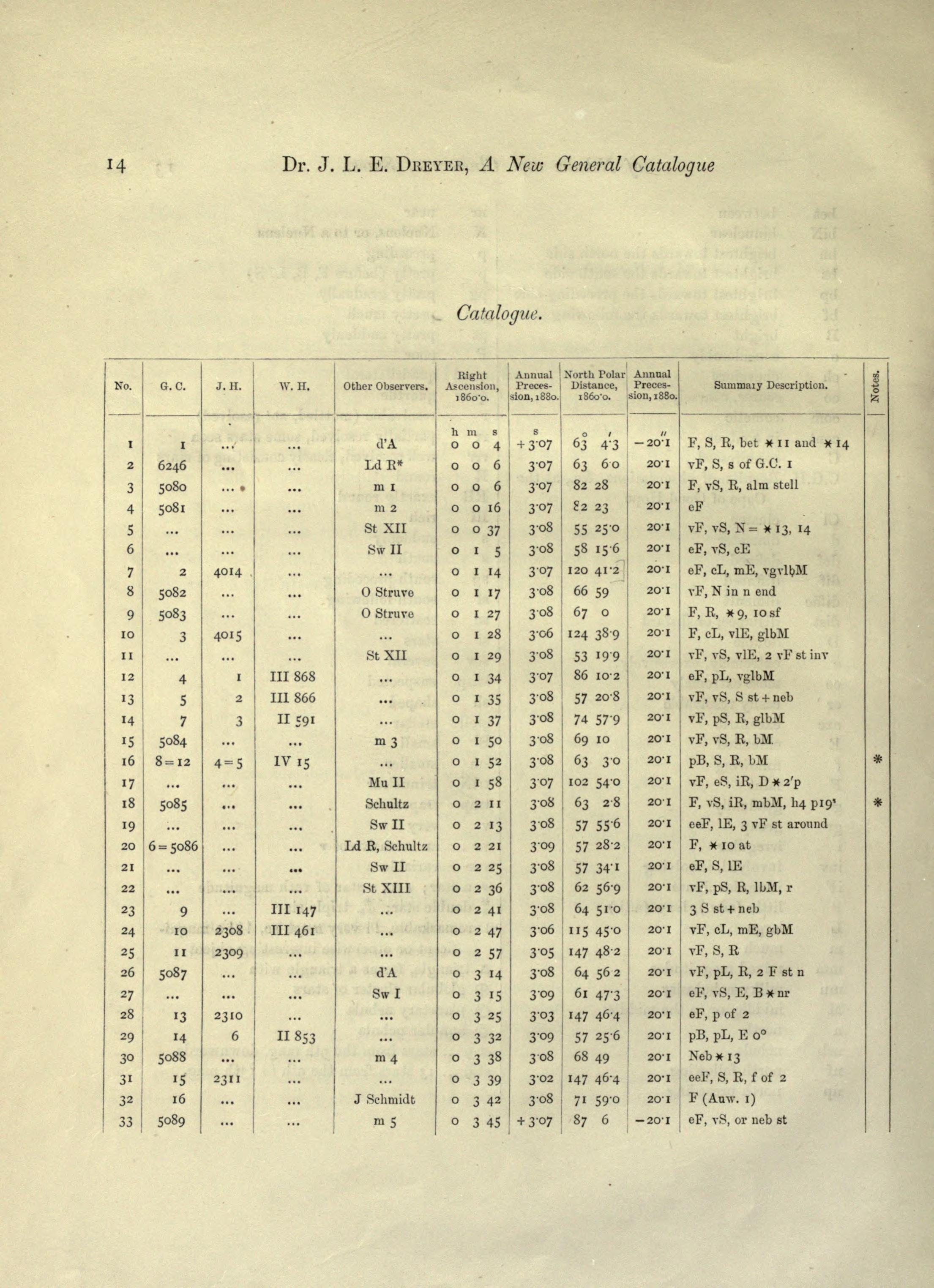
Einträge für NGC 1 bis NGC 33 im New General Catalogue von John Ludvig Emil Dreyer

Der New General Catalogue of Nebulae and Clusters of Stars (NGC) ist ein Ende des 19. Jahrhunderts entstandener Katalog von galaktischen Nebeln, Sternhaufen und Galaxien, der noch heute als Standardwerk gilt. Er wurde in den 1880er-Jahren zusammengestellt und 1888 von Johan Ludvig Emil Dreyer veröffentlicht; eine wichtige Grundlage waren die systematischen Himmelsdurchmusterungen und speziellen Beobachtungen von Wilhelm Herschel. 1895 und 1908 wurde der NGC um die beiden Index-Kataloge IC I und IC II erweitert. Der NGC enthält 7840 Einträge, darunter auch die meisten des Messier-Katalogs. Im Unterschied zu diesem sind die Objekte des NGC-Katalogs nach Rektaszension geordnet. Er enthält Objekte des Nord- und des Südhimmels. Der Katalog enthält jedoch einzelne Fehler – z. B. sind einige Objekte mehrmals unter verschiedenen Katalognummern enthalten oder wurden nochmals in einen der Index-Kataloge aufgenommen. Der Versuch, diese Fehler zu beseitigen, wurde 1993 durch das NGC/IC-Projekt initiiert, nach teilweisen Versuchen mit dem Revised New General Catalogue (RNGC) von Jack W. Sulentic und William G. Tifft im Jahr 1973 und NGC2000.0 von Roger W. Sinnott im Jahr 1988. Eine vollständige Überarbeitung des NGC und der zugehörigen Indexkataloge wurde von Wolfgang Steinicke 2009 erstellt.
Der NGC wird gerne von Amateurastronomen verwendet, weil er viele Objekte enthält, die auch mit Amateurteleskopen noch beobachtet werden können.

## Vorläuferkataloge
Einige wenige „neblige“ Flecken und Sternansammlungen am Himmel waren bereits seit der Antike bekannt, wie die Plejaden und χ Persei, oder seit dem Mittelalter, wie der Andromedanebel. Durch das Verwenden von Teleskopen für die Himmelsbeobachtung konnten immer mehr Details des Sternhimmels erkannt werden, die für das bloße Auge unsichtbar blieben. Einige Nebel konnten durch die Verbesserung der Technik und Verwendung von größeren Teleskopen aufgelöst werden, wie z. B. Kugelsternhaufen. Andere Objekte wie z. B. der Orionnebel oder der Andromedanebel konnten nicht in Sterne aufgelöst werden. Astronomen versuchten, die nebeligen Flecken zu katalogisieren, wie z. B. Messier, der sich eine Liste von Objekten zusammenstellte, um diese von Kometen zu unterscheiden. Mit ihren immer besseren Teleskopen erstellten Astronomen wie Wilhelm Herschel, John Herschel, William Parsons eigene Kataloge, um ihre Entdeckungen zu dokumentieren.
Wilhelm Herschel, der berühmte Entdecker des Planeten Uranus, begann Ende Oktober 1783, den Himmel mit einem selbstgebauten 18,7-Zoll-Reflektor systematisch nach nichtstellaren Objekten abzusuchen. Der Catalogue of Nebulae and Cluster of Stars (CN) wurde erstmals 1786 von Wilhelm Herschel in den Philosophical Transactions der Royal Society of London veröffentlicht. 1789 fügte er weitere 1.000 Einträge hinzu und schließlich 1802 weitere 500. Damit erhöhte sich die Gesamtzahl auf 2.500. Seine Schwester Caroline Herschel entdeckte weitere 10 Objekte. Um ihre Eindrücke über die Helligkeit und Struktur eines Objekts festzuhalten, waren damals Texte und Skizzen die einzigen Medien. Diese Aufzeichnungen waren sehr subjektiv und abhängig vom jeweiligen Talent und Erfahrung des Beobachters. Um die Aufzeichnungen zu objektivieren, entwickelte Wilhelm Herschel eine standardisierte Beschreibung. Die Kataloge von Wilhelm Herschel hatten zwei große Nachteile: Sie wurden nach dem Datum der Entdeckung geordnet. Zudem wurde die Position eines Objekts nur relativ zu einem Referenzstern angegeben, es gab also keine Koordinaten. Dies erschwerte die Identifizierung eines Objekts sehr, insbesondere von neu entdeckten.
John Herschel führte die Arbeit seines Vaters fort. In seinem Observatorium in Slough erstellte er zwischen 1825 und 1833 den Slough Catalogue (SC). Für seine Beobachtungen benutzte er einen Reflektor mit einer Öffnung von 18¼″ (ca. 46 cm), der 1820 fertiggestellt wurde. Seine Absicht war nicht so sehr die Entdeckung neuer Nebel und Sternhaufen, sondern vielmehr wollte er die drei Kataloge seines Vaters erneut überprüfen. Die Hauptziele waren die Identifizierung und Bestimmung der genauen Positionen.

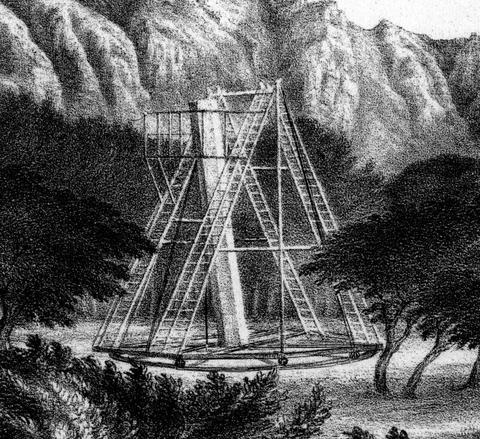
John Herschels Teleskop für seine Beobachtungen in Südafrika

Im Jahr 1834 zogen John Herschel und seine Familie nach Kapstadt. Er erwarb das Gut Feldhausen, wo er in den nächsten vier Jahren eine ähnliche Vermessung des Südhimmels durchführte. Dort, am Kap der Guten Hoffnung, beobachtete er in den Jahren 1834 bis 1838 insgesamt 1714 Objekte.
1864 wurde der CN von John Herschel zum General Catalogue of Nebulae and Clusters of Stars (GC) erweitert.
| Autor            | Katalog | Abkürzung | Datum            | Anzahl Einträge | Anzahl neuer Einträge |
| ---------------- | --- | --------- | ---------------- | --------------- | --------------------- |
| Charles Messier  | Messier-Katalog                                                                                               | M         | 1781             | 103             | 103                   |
| Wilhelm Herschel | Catalogue of Nebulae and Clusters of Stars (drei Kataloge)                                                    | CN (H)    | 1786, 1789, 1802 | 2500            | 2427                  |
| John Herschel    | Slough-Katalog                                                                                                | SC (h)    | 1833             | 2307            | 473                   |
| John Herschel    | Cape-Katalog                                                                                                  | CC (h)    | 1847             | 1714            | 1421                  |
| William Parsons  | Birr Castle                                                                                                   | LdR       | 1861             | 989             | 295                   |
| Auwers           | List of new nebulae                                                                                           | Au        | 1862             | 50              | 46                    |
| John Herschel    | General Catalogue of Nebulae and Clusters                                                                     | GC        | 1864             | 5057            | 419                   |
| d’Arrest         | Siderum Nebulosorum                                                                                           | SN        | 1867             | 1942            | 307                   |
| Dreyer           | GC Supplement                                                                                                 | GCS       | 1878             | 1166            | 1149                  |
| Lawrence Parsons | Observations of nebulae and clusters of stars made with the six-foot and three-foot reflectors at Birr Castle |           | 1880             | 1840            | 94                    |
| Dreyer           | New General Catalogue                                                                                         | NGC       | 1888             | 7840            | 1700                  |
| Dreyer           | Index Catalogue I                                                                                             | IC        | 1895             | 1529            |                       |
| Dreyer           | Index Catalogue II                                                                                            | IC        | 1908             | 3857            |                       |

## Der New General Catalogue

### Johan Dreyer

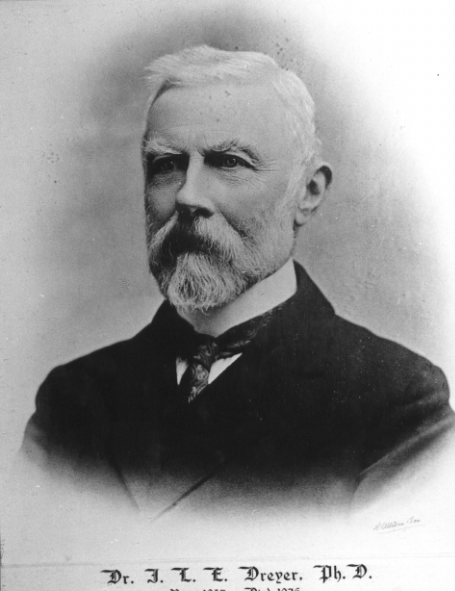
Johan Ludvig Emil Dreyer

Johan Dreyer wurde am 13. Februar 1852 in Kopenhagen geboren. Er stammte aus einer traditionsreichen Familie mit engen Beziehungen zum Militär. Er begann im Alter von 17 Jahren in Kopenhagen Mathematik und Astronomie zu studieren. Hier hörte er auch Vorlesungen von d’Arrest. Nachdem er sein Studium abgeschlossen hatte, zog er im August 1874 ins irische Parsonstown (heute Birr). Dort wurde er Assistent von Lawrence Parsons und hatte Zugang zum damals weltgrößten Teleskop, dem Leviathan. Vier Jahre lang konnte er diesen 72-Zoll-Reflektor und den 36-Zoll-Reflektor benutzen. Seine Beobachtungen dort betrafen hauptsächlich Nebel und Sternhaufen.
1882 wurde Dreyer Direktor des Armagh-Observatoriums. Seine erste Arbeit war hier die Fertigstellung des Second Armagh Catalogue of Stars seines Vorgängers. Während seiner Jahre in Armagh benutzte Dreyer dessen Ausstattung zum Messen von Nebeln, Sternen, Kometen, Doppelsternen und weiteren astronomischen Beobachtungen.

### Erstellung und Veröffentlichung des Katalogs
Diskrepanzen zwischen dem General Catalogue von John Herschel und der Entdeckung weiterer Nebel führten Dreyer dazu, eine eigene Erweiterung für seine eigenen Beobachtungen zu erstellen. Er war daran interessiert, sich ein vollständiges Bild über die aktuellen Beobachtungen von bekannten oder neuen Objekten zu machen. Er nahm an, dass nicht alle Daten tatsächlich veröffentlicht wurden. Deshalb schrieb er am 11. November 1876 ein Request to astronomers, das eine Woche später in den Astronomischen Nachrichten erschien. Dieses Ersuchen enthielt die Bitte, an ihn noch unveröffentlichte Daten oder Informationen zu Fehlern im General Catalogue zu schicken. Die Ergebnisse, die d’Arrest im Katalog Siderum Nebulosorum veröffentlichte, wollte er mit in eine Erweiterung des General Catalogue aufnehmen. Die von ihm erstellte Erweiterung General Catalogue Supplement (GCS) wurde 1878 in The Transactions of the Royal Irish Academy veröffentlicht. Es enthielt alle bekannten Korrekturen zum General Catalogue und fügte zu Herschels 5079 Nebeln weitere 1172 hinzu. Während der Erweiterung des General Catalogues arbeitete Dreyer zugleich an der Zusammenstellung der Beobachtungsergebnisse am Birr Castle, die Lawrence Parson und seine Assistenten gemacht haben, aus den Jahren 1848–1878. Das Werk enthält einige seiner Skizzen. Im GCS wurden alle gefundenen 90 Objekte dieser Beobachtungen aufgenommen. Lawrence Parsons veröffentlichte das Ergebnis in drei Teilen in der Scientific Transactions of the Royal Dublin Society im Jahr 1880.
Dreyer verfolgte nach der Herausgabe des GCS die weiteren Veröffentlichungen anderer Astronomen. Weitere Veröffentlichungen von Beobachtungen von Nebeln und Sternhaufen von Lord Rosse zwischen 1848 und 1878 zusammen mit Beobachtungen anderer Astronomen führten Dreyer dazu, eine zweite Ergänzung vorzubereiten. Er schrieb eine Mitteilung, dass er Materialien für einen zweiten Ergänzungskatalog sammle. Diese Mitteilung Notice of a new catalogue of nebulae wurde in den Astronomischen Nachrichten 1885 veröffentlicht. Hier bat er wiederum um die Zusendung unveröffentlichter Entdeckungen. Der Vorstand der Royal Astronomical Society lehnte jedoch diese Ergänzung überraschenderweise ab. Sie bat ihn, alle drei Kataloge zu einem zusammenzuführen. Innerhalb von nur zwei Jahren stellte Dreyer diesen neuen Katalog zusammen. Zu seinem Bedauern war es erforderlich, eine neue Nummerierung der Einträge vorzunehmen, die heutigen NGC-Nummern. Dieser New General Catalogue wurde im Jahr 1888 als Memoir of the Royal Astronomical Society veröffentlicht.

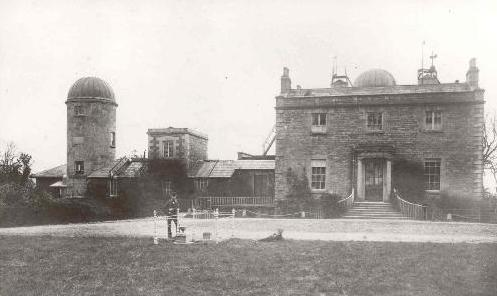
Ein Foto, das vermutlich 1883 aufgenommen wurde und die Nordseite der Gebäude des Armagh-Observatoriums zeigt. Hier arbeitete Johan Dreyer.

Nahezu 78 % der Einträge des NGC sind bereits in Herschels General Catalogue vorhanden. Nur 20 Beobachtungen sind direkt Dreyer zuzuschreiben. 4000 Beobachtungen wurden von anderen Beobachtern gemacht. Dreyers großer Beitrag lag darin, die Ergebnisse der einzelnen Beobachter rigoros miteinander zu vergleichen und zu prüfen, um einen möglichst exakten Katalog zu haben. Er veröffentlichte den NGC mit 7840 Einträgen im Jahr 1888. Dieser letzte visuell zusammengetragene Katalog umfasst 7586 unabhängige Objekte. Nur ein Objekt des Katalogs wurde fotografisch entdeckt.

### Aufbau
Dreyer orientierte sich beim Aufbau des Katalogs an den Katalogen von John Herschel.
- "No.": Fortlaufende Nummer im NGC
- "G.C.": Nummer im "General Catalogue" von John Herschel (1–5079) oder der ersten Erweiterung von Dreyer (5080–6251)
- "J.H.": Nummer der Slough-Beobachtungen von John Herschel und dessen Beobachtungen vom Kap der Guten Hoffnung
- "W.H.": Klassifikation und Nummer von Wilhelm Herschel aus den Beobachtungen von 1786, 1789, 1802
- "Other Observers": Weitere Beobachter des Objekts. Häufig auftretende Namen wurden von Dreyer abgekürzt, z. B.: "d’A" für d’Arrest, "Auw." für Auwers.
- "Right Ascension, 1860": Rektaszension für die Epoche 1860
- "Annual Precession, 1880": Jährliche Präzession der Rektaszension im Jahre 1880
- "North Polar Distance 1860": Entfernung vom Nordpol in Winkelgrad für die Epoche 1860
- "Annual Precession, 1880": Jährliche Präzession der Nord-Polar-Distanz im Jahre 1880
- "Summary Description": In dieser Spalte werden in Kurzform die wesentlichen Eigenschaften des Objekts angegeben (Helligkeit, Größe, Form, besondere Merkmale)

### Statistik
Von den 7840 Einträgen im NGC-Katalog haben 238 Objekte zwei Einträge. 16 Mal tritt ein Objekt dreimal auf. Insgesamt gibt es 7586 unabhängige Einträge. Am häufigsten sind Galaxien im Katalog vertreten (79,5 %), gefolgt von offenen Sternhaufen (9 %) und Emissions- und Reflexionsnebeln (2 %), Kugelsternhaufen (1,5 %) und planetarischen Nebeln (1,2 %). Insgesamt 5,2 % sind Einzelsterne oder Sterngruppen, 0,4 % betreffen Teile von anderen Galaxien, dies sind meist HII-Regionen.
Die scheinbare Helligkeit der Objekte beträgt im Mittel 12,6 mag, das Minimum liegt bei 16,4 mag.

### Entdecker
Zum NGC trugen genau 100 Entdecker bei. 26 davon entfallen auf die Zeit vor Wilhelm Herschel (1783).
- Wilhelm Herschel: 2416
- John Herschel: 1691
- Albert Marth: 582
- Lewis A. Swift: 466
- Édouard Jean-Marie Stephan: 420
- Heinrich Louis d’Arrest: 320
- Francis Preserved Leavenworth: 251
- James Dunlop: 225
- Ernst Wilhelm Leberecht Tempel: 148
- andere Beobachter: 1067

Eine detaillierte Liste findet sich unter Liste der Entdecker des NGC/IC-Katalogs.
Insgesamt waren 71 Teleskope an den Entdeckungen beteiligt, 11 davon waren Reflektoren mit Spiegeldurchmessern zwischen 4,2 Zoll und 72 Zoll, 60 waren Refraktoren mit Öffnungen zwischen 3 und 27 Zoll.
7814 Einträge wurden visuell entdeckt, 22 Objekte wurde durch visuelle Spektroskopie gefunden. Das einzige fotografische Objekt ist der Maja-Nebel NGC 1432 in den Plejaden, den die Brüder Henry in Paris im Jahr 1885 aufnahmen.

## Nachfolgekataloge und Korrekturen

### Index-Kataloge
Dreyer beobachtete insbesondere die Veröffentlichung von neuen Nebel und Sternhaufen mit großer Aufmerksamkeit. Nach der Veröffentlichung des NGC 1888 sammelten Dreyer und andere Astronomen Korrekturen und ergänzende Daten zu den NGC-Objekten. Durch den vermehrten Einsatz der Fotografie wurden viele neue nicht-stellare Objekte gefunden. Um den Überblick zu behalten, veröffentlichte Dreyer zwei Indexkataloge (Index Catalogue of Nebulae and Clusters of Stars, IC I und IC II): Der Index Katalog I von 1895 enthält 1529 Objekte, die zwischen Jahren 1888 bis 1894 gefunden wurden. Die meisten der neuen Objekte des IC 1 wurden von Stéphane Javelle (794), Lewis Swift (315) und Guillaume Bigourdan (134) entdeckt. Der Index Katalog II von 1908 enthält 3857 Einträge zu Objekten, die zwischen 1895 und 1907 gefunden wurden. Entdeckt wurden diese u. a. von Max Wolf (1117), Delisle Stewart (672), Stéphane Javelle (637), Royal Frost (454), Lewis Swift (270) und Guillaume Bigourdan (188). Dreyer nutzte in jedem der Index-Kataloge die Gelegenheit, bekannte Korrekturen und zusätzliche Daten zu den NGC Einträgen aufzunehmen. Eine Liste von Korrekturen der IC wurde von Dreyer 1912 veröffentlicht.

### Revised New General Catalogue
Aber auch nach den Korrekturen durch den IC-Katalog enthielt der New General Catalogue noch Fehler, die einfach reproduziert werden konnten. Es bestand daher der Wunsch nach einem überarbeiteten NGC, der historische und moderne Daten miteinander verbindet. Die ersten Versuche wurden 1977 und 1988 unternommen, aber keiner von beiden war zufriedenstellend.
Der erste Katalog mit dem Ziel, den ursprünglichen NGC zu aktualisieren, war der Revised New General Catalogue (RNGC) von Jack Sulentic und William Tifft, der im Jahr 1977 vorgestellt wurde. Der Versuch, Dreyers Arbeit mit modernen Daten zu verbessern, scheiterte jedoch. Die Autoren ignorierten nicht nur die bereits veröffentlichten Korrekturen, sondern führten auch eine beträchtliche Anzahl neuer Fehler ein. So wird beispielsweise die bekannte kompakte Galaxiengruppe Copeland Septet in der Konstellation Löwe im RNGC als nicht existent bezeichnet. Außerdem wurde an Orten, an denen kein Objekt gefunden werden konnte (hauptsächlich aufgrund falscher Positionen) dem nächstgelegenen ‚anonymen‘ Kandidaten oft eine RNGC-Nummer zugewiesen – ohne die Originaldaten oder die veröffentlichten Korrekturen zu konsultieren.

### NGC 2000
Der NGC 2000.0 (auch bekannt als der Complete New General Catalog and Index Catalog of Nebulae and Star Clusters) ist eine von Roger W. Sinnott unter Verwendung der J2000.0-Koordinaten angefertigte Zusammenstellung des NGC und IC. Sie wurde im Jahr 1988 veröffentlicht, genau 100 Jahre nach dem NGC. Der Katalog enthält mehrere Korrekturen, die von Astronomen im Laufe der Jahre gemacht wurden. In diesem Katalog wurden die Positionen des NGC jedoch ohne weitere Überprüfung umgerechnet auf die Epoche 2000.

### Revised New General Catalogue and Index Catalogue
Der Revised New General Catalogue and Index Catalogue (RNGC/IC) ist eine Zusammenstellung von Wolfgang Steinicke aus dem Jahr 2009. Es handelt sich um eine umfassende Behandlung des NGC- und IC-Katalogs.

## Galerie

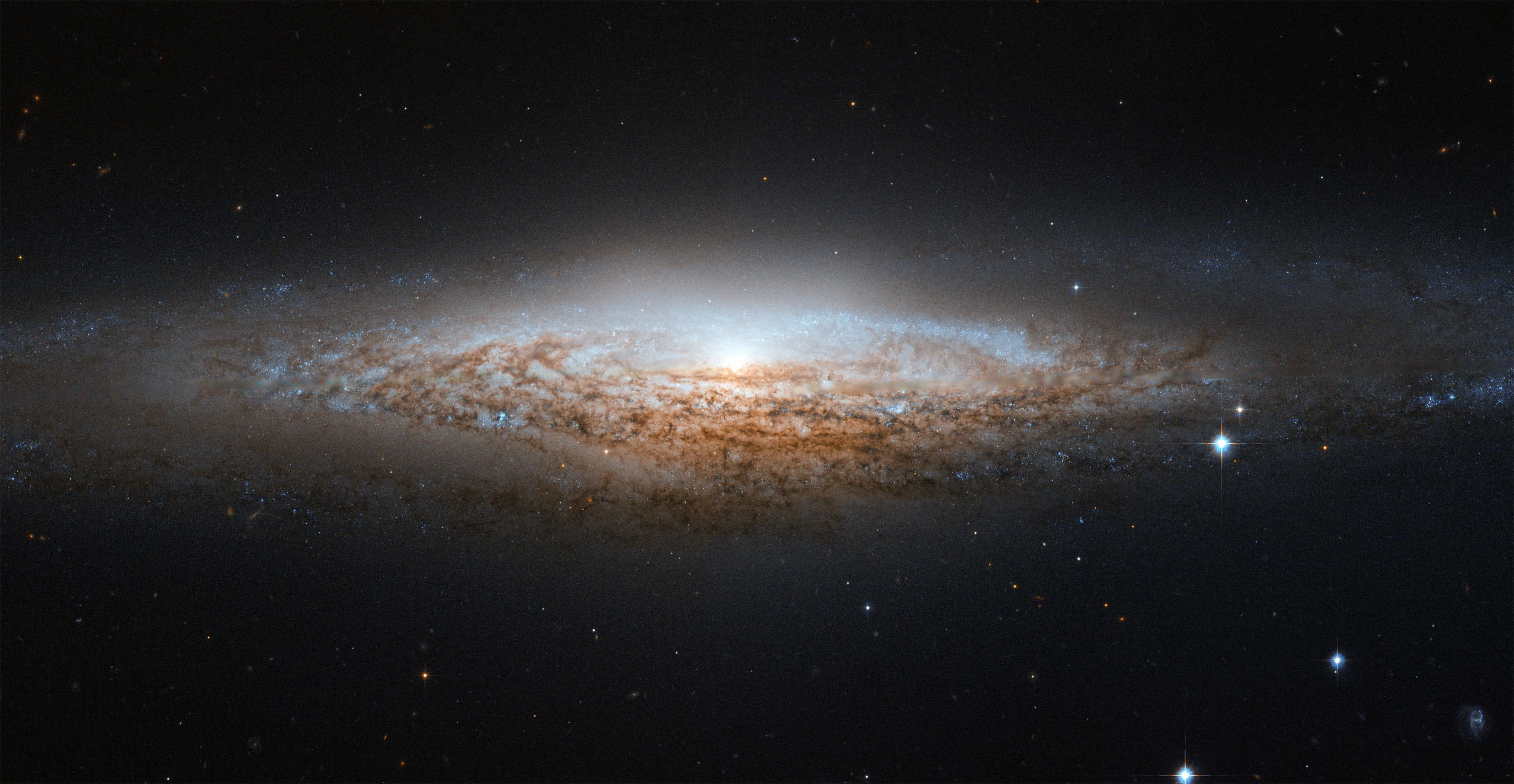
NGC 2683, eine Spiralgalaxie
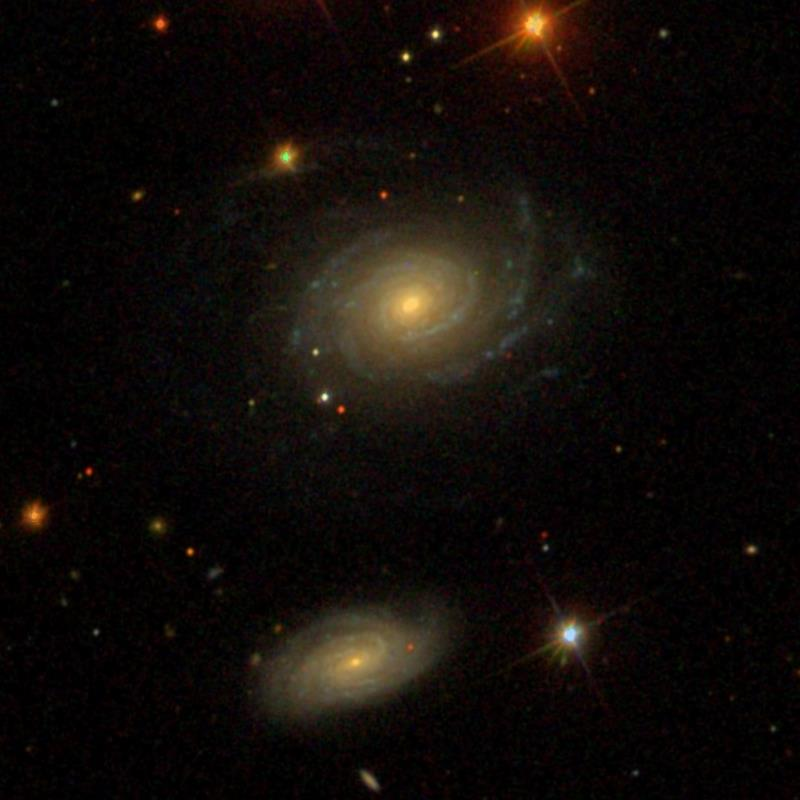
NGC 1 und NGC 2, die beiden ersten Einträge im Katalog, sind Spiralgalaxien.
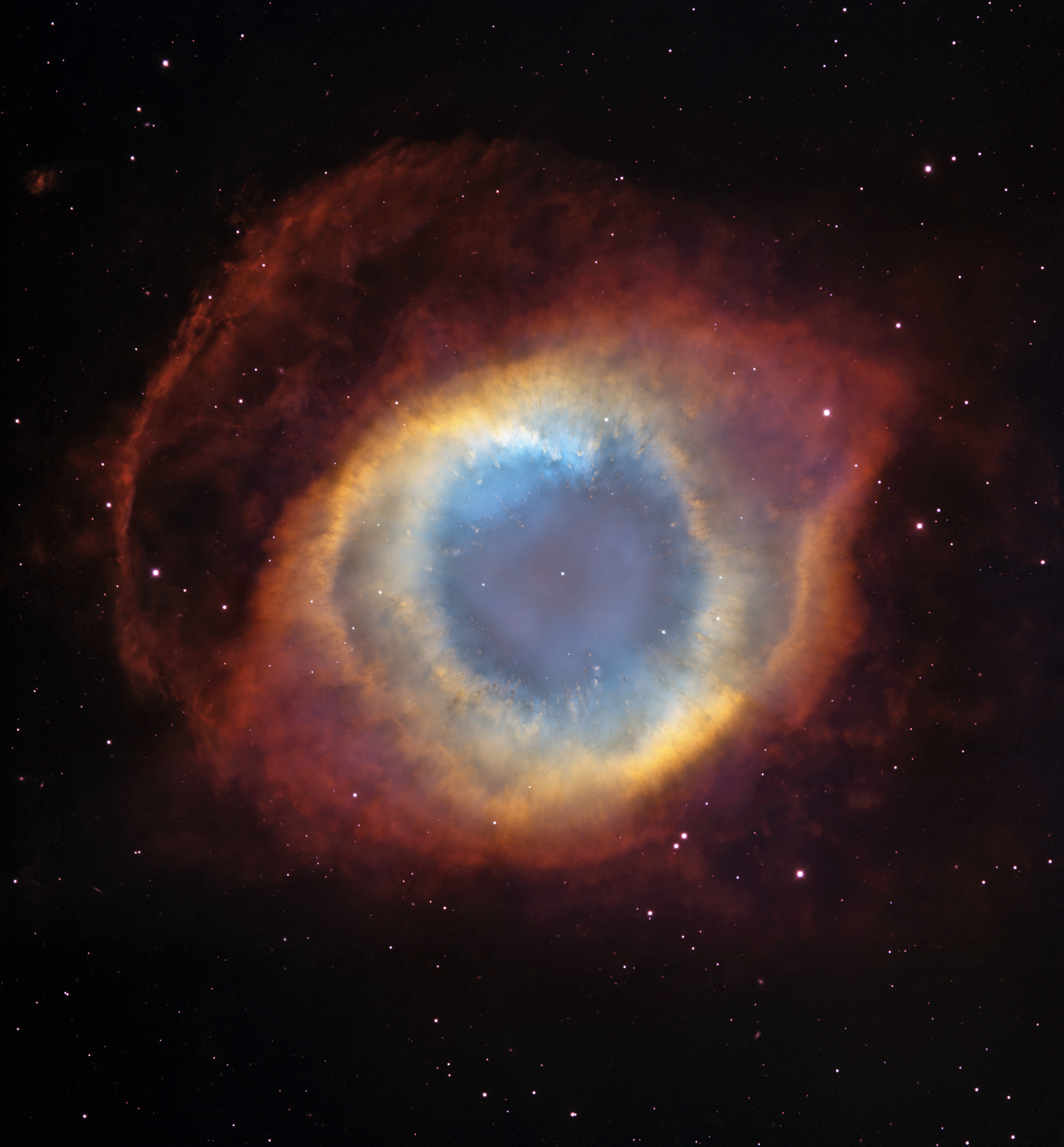
Der Helixnebel NGC 7293 ist ein planetarischer Nebel
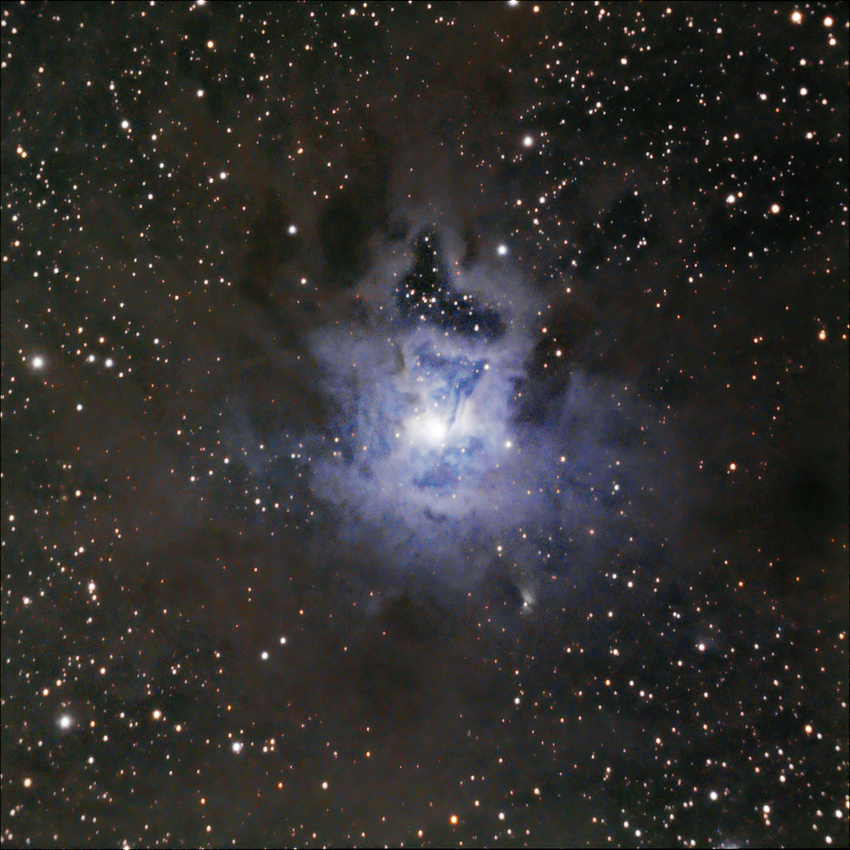
Der Irisnebel NGC 7023 ist ein Reflexionsnebel
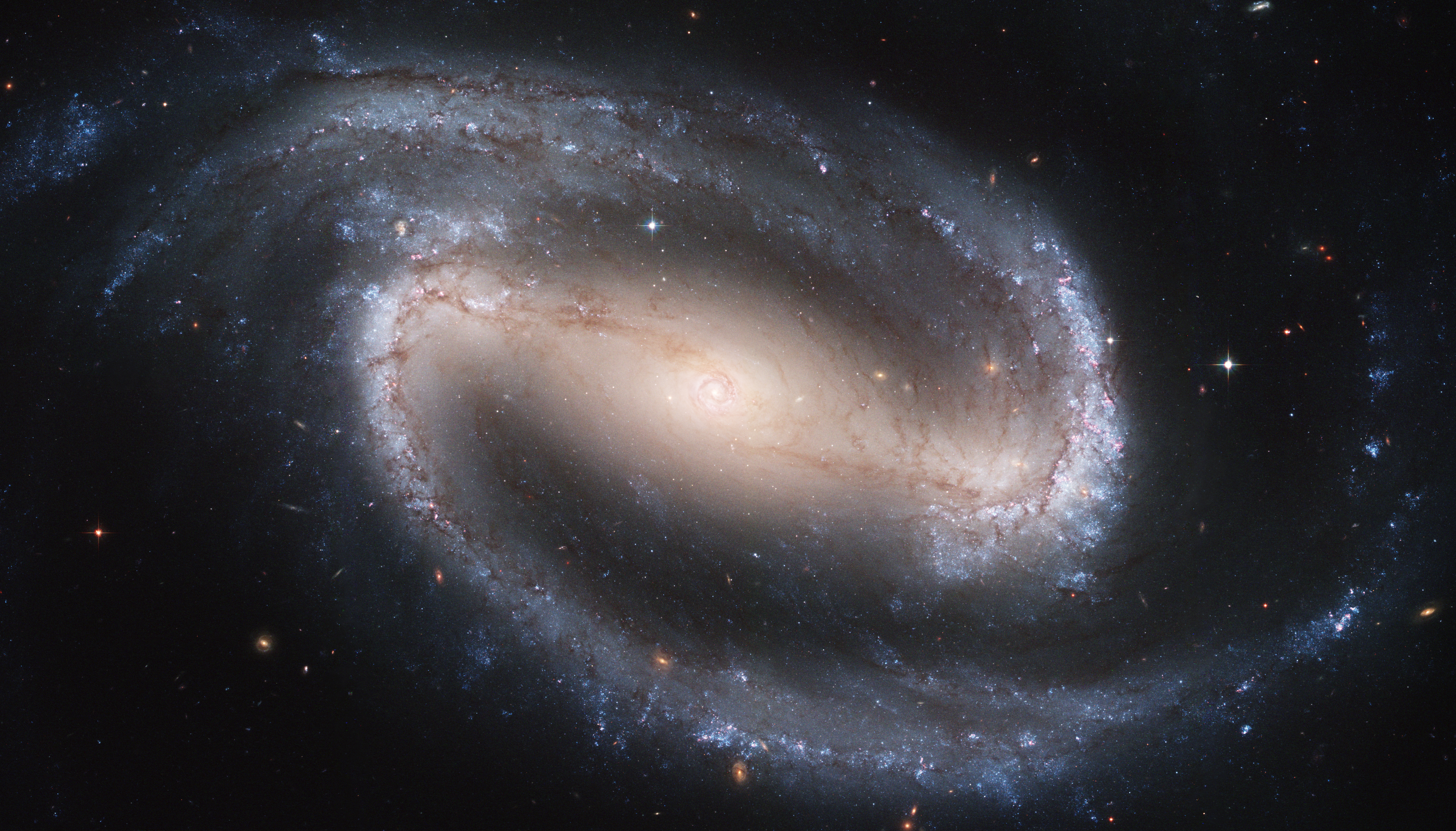
NGC 1300 ist eine Balken-Spiralgalaxie
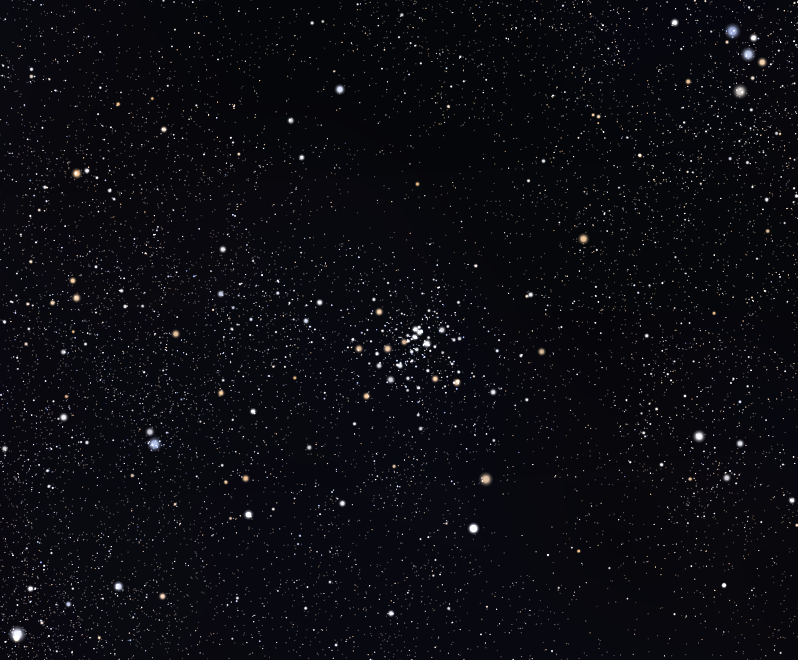
NGC 6124 ist ein offener Sternhaufen
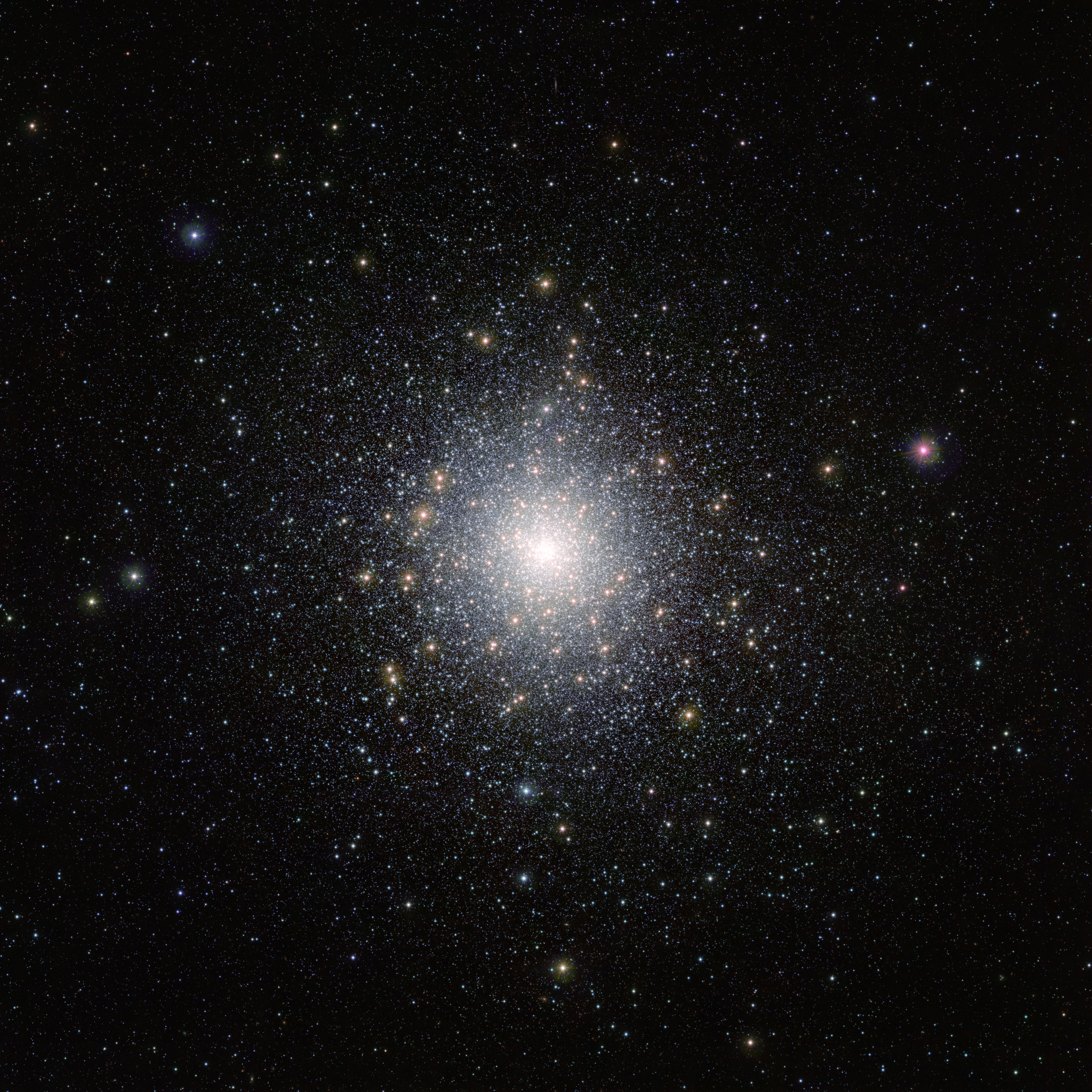
NGC 104 (47 Tucanae) ist ein Kugelsternhaufen

| Objekt   | Name, weitere Bezeichnung | Entdeckt            | Historische Zeichnung | Moderne Fotografie | Beschreibung im NGC                                                                      |
| -------- | ------------------------- | ------------------- | --------------------- | ------------------ | ---------------------------------------------------------------------------------------- |
| NGC 5194 | Whirlpool-Galaxie, M51    | Charles Messier     | Lord Rosse            |                    | "!!! Great spiral neb" (!!!=a magnificent or otherwise significant object)               |
| NGC 1952 | Krebsnebel, M1            | John Bevis          | Lord Rosse            |                    | "vF, vS" (very faint, very small)                                                        |
| NGC 1976 | Orionnebel, M42           | N.-C. F. de Peiresc | John Herschel         |                    | "!!!!Theta'Orionis and the great neb"                                                    |
| NGC 6618 | Omeganebel, M17           | J.-P. de Chéseaux   | John Herschel         |                    | "!!!,B, eL, eiF, 2 hooked" (bright, extremely large, extremly irregular faint)           |
| NGC 1365 |                           | James Dunlop        | John Herschel         |                    | "!!vB, vL, mE, rN" (very bright, very large, much extended, resolvable nucleus)          |
| NGC 5128 | Centaurus A               | James Dunlop        | John Herschel         |                    | "!!, vB, vL, vmE 122°5 bifid" (very bright, very large, very much extended, zweigeteilt) |